# عملية الحديقة
كانت خطة الاضطرابات المدنية التابعة لوزارة الدفاع والمعروفة أيضًا باسم عملية الحديقة، عبارة عن خطة عامة للجيش الأمريكي والحرس الوطني للاستجابة للاضطرابات المدنية المحلية الكبرى داخل الولايات المتحدة.  تم تطوير الخطة ردًا على الاضطرابات المدنية في ستينيات القرن العشرين، وكانت تحت سيطرة القيادة الشمالية الأمريكية. لقد قدمت المساعدة العسكرية الفيدرالية ومساعدة إنفاذ القانون للحكومات المحلية خلال أوقات الاضطرابات المدنية الكبرى.
تصور الخطة التي صيغت بعد أعمال الشغب التي شهدتها واتس ونيوارك وديترويت، الأوقات العصيبة التي صيغت فيها. وتحذر الوثيقة من "الاضطرابات العنصرية"، فضلاً عن العناصر "المناهضة للتجنيد" و"المناهضة لفيتنام".
قام البنتاغون بتفعيل الخطة لاستعادة النظام خلال أعمال الشغب في لوس أنجلوس عام 1992.  استبدل مخطط الحديقة بخطة مفهوم القيادة الشمالية الأمريكية 2502 في أعقاب هجمات 11 سبتمبر 2001 على الولايات المتحدة.   وفي إطار إعادة هيكلة الأمن الداخلي، اقترح البعض اتباع نماذج مماثلة:
ويجب أن يتولى مكتب الحرس الوطني الإشراف على مهام الأمن الداخلي هذه على أساس نموذج خطة الحديقة القديم الذي يتم بموجبه تدريب وحدات الحرس الوطني وتجهيزها لدعم السلطات المدنية في مهام السيطرة على الحشود والاضطرابات المدنية.
— اللواء ريتشارد سي. ألكسندر، المدير التنفيذي لجمعية الحرس الوطني للولايات المتحدة، شهادة في جلسة استماع لجنة المخصصات بمجلس الشيوخ بشأن الدفاع الوطني، 11 أبريل 2002.

## روابط خارجية
- http://www.globalsecurity.org/military/ops/garden_plot.htm
- وثيقة الجمعة: "مؤامرة الحديقة": خطة الطوارئ التي وضعها الجيش لاستعادة "القانون والنظام" في أميركا ، أرشيف الأمن القومي
- ، أرشيف الأمن القومي